# Deutsche Leichtathletik-Meisterschaften 1903
Die 6. Deutschen Leichtathletik-Meisterschaften wurden 1903 in sechs Disziplinen an drei verschiedenen Orten zu unterschiedlichen Terminen – wie in der Tabelle unten aufgelistet – ausgetragen. Während im 200-Meter-Lauf von 1903 bis 1909 keine deutschen Meisterschaften durchgeführt wurden, fanden der 400-Meter-Lauf, der 110-Meter-Hürdenlauf, der Hochsprung und der Diskuswurf erstmals statt.
Mit dem Serben Miklos Bradanovich gewann erstmals ein Ausländer einen deutschen Meistertitel.

## Zeitplan und Austragungsorte
| Datum        | Disziplin     | Ort               |
| ------------ | ------------- | ----------------- |
| 23. August   | 0400 m        | Frankfurt am Main |
| 23. August   | 0110 m Hürden | Frankfurt am Main |
| 23. August   | 0Diskuswurf   | Frankfurt am Main |
| 30. August   | 0100 m        | Hannover          |
| 30. August   | 0Hochsprung   | Hannover          |
| 6. September | 1500 m        | Hamburg           |

## Medaillengewinner
| Disziplin     | Gold                                                  | Leistung   | Silber                                                              | Leistung | Bronze                                  | Leistung         |
| ------------- | ----------------------------------------------------- | ---------- | ------------------------------------------------------------------- | -------- | --------------------------------------- | ---------------- |
| 0100 m        | Erich Ludwig (DFV 1878 Hannover)                      | 11,4 s0    | Adolf Meyer (SC Komet Berlin)                                       |          | Willy Kohlmey (Berliner SC)             |                  |
| 0400 m        | Ernst Schweikert (1. FC Pforzheim)                    | 56,8 s0    | Hermann Eisenmanger (FC Hermannia Frankfurt)                        | 57,0 s0  | Karl Heiderich (FC Hermannia Frankfurt) | 57,4 s0          |
| 1500 m        | Miklos Bradanovich – Serbien (FC Altona 93)           | 4:24,6 min | Walter Friedrich (VfB Leipzig)                                      |          | nicht vergeben 1                        | nicht vergeben 1 |
| 0110 m Hürden | Otto Reissner (MTV München)                           | 17,0 s0    | Julius Keyl (MTV München von 1879)                                  | 17,4 s0  | Hermann Kreuzer (FFC Germania)          | 18,0 s0          |
| 0Hochsprung   | Paul Weinstein (Freie akademische Turnerschaft Halle) | 1,65 m0    | Adolf Meyer (SC Komet Berlin) Willi Lemmer (Eintracht Braunschweig) | 1,60 m0  | nicht vergeben                          | nicht vergeben   |
| 0Diskuswurf   | Wilhelm Grimm (Kickers Offenbach)                     | 33,35 m0   | Wilhelm Dörr (TSV Frankfurt)                                        | 32,68 m0 | Oskar Müller (TSV Frankfurt)            | 31,30 m0         |